# Eunemorilla effetus
Eunemorilla effetus är en tvåvingeart som först beskrevs av Henry J. Reinhard 1955.  Eunemorilla effetus ingår i släktet Eunemorilla och familjen parasitflugor.
Artens utbredningsområde är Kalifornien. Inga underarter finns listade i Catalogue of Life.